# Zimándújfalu
Zimándújfalu (románul Zimandu Nou) falu Romániában, Arad megyében.

## Fekvése
Aradtól északkeletre fekvő település.

## Története
Zimándújfalu környéke már az őskorban is lakott hely volt. Területén az őskorból és a középkorból való leletek kerültek felszínre.
Nevét 1808-ban prelidum Zimánd néven említette oklevél. 1888-ban Fakert puszta, 1913-ban Zimándújfalu néven írták.
A hagyományok szerint a falut egy Zimándi János nevű földbirtokos alapította, azonban a súlyos adóterhek miatt a falu később elnéptelenedett.
A Maros áradásaitól védett helyen fekvő elnéptelenedett Zimándra az 1800-as évek utolsó évtizedeiben Nógrád vármegyei dohánykertészek érkeztek Csernovics-Újfaluból, Csernovics Péter uradalmából, aki a hagyományok szerint elkártyázta vagyonát, és a megszűnt uradalomból a kertészcsaládokat ide, Zimándra telepítették, akik 1852-ben megalapították a mai Zimándújfalut. A faluba később más nemzetiségek, németek, románok is letelepedtek.
A 20. század elején Arad vármegye Aradi járásához tartozott.
1910-ben 1032 lakosából 942 magyar, 42 német, 27 román volt. Ebből 965 római katolikus, 21 görögkatolikus, 20 görögkeleti ortodox volt.

## Nevezetességek
- Római katolikus temploma - 1907-ben épült neogótikus stílusban, tornyában három haranggal. A templomban látható Wolf Károly Hegyibeszéd című freskója is. A freskót készítő Wolf Károly Lotz Károly tanítványa volt.
- Határában található az "Avar domb"-nak (románul Cetatea Veche) is nevezett vaskori földvár (é. sz. 46° 18′ 42″, k. h. 21° 27′ 04″46.311725°N 21.451236°E). Feltárásakor rézkori, késő bronzkori (tiszapolgári kultúra) és vaskori leletekre bukkantak. A földvárat feltehetően érintette a Csörsz árok is.

A vaskori földvár alaprajza

## Testvértelepülések
- Füzesgyarmat, Magyarország
- Újkígyós, Magyarország